# Kriegsmarinewerft Wilhelmshaven
Kriegsmarinewerft Wilhelmshaven (precedentemente al 1935 Reichsmarinewerft Wilhelmshaven) è stato tra il 1918 e il 1945 un cantiere navale della Marina tedesca nell'area dell'importante base navale di Wilhelmshaven, circa 130 chilometri a ovest di Amburgo.

## Storia
Il cantiere venne istituito nel 1918, al posto del precedente Cantiere imperiale della Kaiserliche Marine, che era stato chiuso al termine della prima guerra mondiale, quando, con la sconfitta dell'Impero tedesco nel conflitto, le costruzioni militari navali a Wilhelmshaven terminarono e tre cantieri navali imperiali, di Wilhelmshaven di Kiel e di Danzica furono significativamente ridotti nelle loro capacità e in parte privatizzati. Il cantiere navale di Wilhelmshaven, di fronte all'assenza di ordini di costruzione, sopravvisse con la riparazione di locomotive e con un programma di emergenza per la costruzione di pescherecci, che sostituissero quelli più vecchi e con battelli a vapore per il trasporto di passeggeri e merci. Dal 1919 venne anche avviata l'attività di demolizioni navali.
Dal 1º gennaio 1921, il controllo del cantiere, che nel 1920 aveva assunto la denominazione Industriewerke Rüstringen (Stabilimento industriale Rüstringen) la Reichsmarine, la marina militare della Repubblica di Weimar, nata dalle ceneri dell'Impero tedesco riprese il controllo degli stabilimenti e il cantiere venne denominato Reichsmarinewerft Wilhelmshaven.
Nel 1935, in seguito all'avvento in Germania del regime nazista e al cambio di nome della Marina tedesca da Reichsmarine a Kriegsmarine, il cantiere navale venne rinominato Kriegsmarinewerft Wilhelmshaven.
Tra il 1939 e il 1945, le principali attività del cantiere sono state la costruzione di U-Boote e la riparazione di navi da guerra danneggiate. Nel corso della seconda guerra mondiale il personale del cantiere venne spesso assegnato agli stabilimenti dei paesi occupati come ad esempio nei porti di Lorient, Brest e Saint-Nazaire. Alla fine della guerra aveva circa 17000 occupati.
Nel maggio 1945 gli stabilimenti vennero occupati dalle truppe alleate e il cantiere venne temporaneamente utilizzato per il riallestimento delle navi da consegnare agli alleati in conto riparazione danni di guerra. Dal 1946 la maggior parte degli edifici e delle attrezzature vennero smantellati.
Dal 1957, parte dell'area è stata utilizzata come arsenale dalla marina militare della Repubblica federale tedesca, la Bundesmarine, rinominata Deutsche Marine dal 1995, dopo la riunificazione tedesca del 1990.

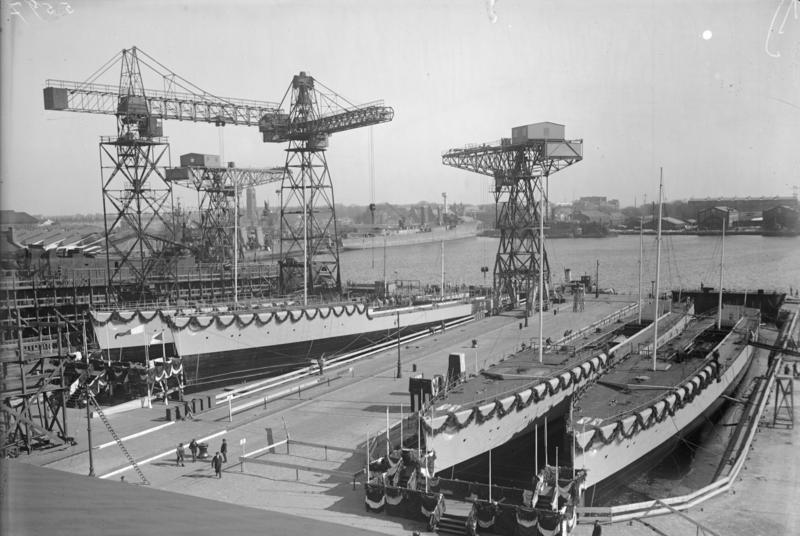
Torpediniere classe Raubtier in costruzione

## Attività
Le prime attività di costruzioni navali furono 28 navi da pesca realizzate tra il 1920 e il 1922 e quattro navi da carico realizzate nel 1922. La prima realizzazione militare fu quella dell'incrociatore leggero Emden, entrato in servizio nel 1925. Tra il 1926 e il 1928 vennero realizzati sei torpediniere, entrate in servizio tra il 1928 e l'inizio del 1929, e gli incrociatori leggeri Königsberg e Köln entrati in servizio rispettivamente nel 1929 e nel 1930. Nel 1934 e nel 1936, realizzati a Wilhelmshaven, sono entrati in servizio gli incrociatori pesanti Admiral Scheer e Admiral Graf Spee e rispettivamente nel 1939 e nel 1941 l'incrociatore da battaglia Scharnhorst e la nave da battaglia Tirpitz e nel corso del secondo conflitto mondiale 27 U-Boote Tipo VII.